# Não compre produtos russos!
Não compre produtos russos! (em ucraniano:  Не купуй російське!, transl. Ne kupuj rosìjs′ke, em russo:  Не покупай российское!, transl. Ne pokupaj rossijskoe!) é um movimento não violento de boicote ao comércio de produtos russos na Ucrânia. O protesto começou em 14 de agosto de 2013 como resposta a um bloqueio nas exportações ucranianas, feito pela Câmara de Comércio e Indústria da Federação Russa. Foi organizado pelo Movimento Vidsich, através das redes sociais. Teve um período de enfraquecimento com o início dos movimentos ultranacionalistas no país, conhecidos como Euromaidan em novembro de 2013. Foi reiniciado em 2 de março de 2014, durante a Crise da Crimeia de 2014 e a Intervenção militar da Rússia na Ucrânia em 2014.

## Causas
De acordo com os ativistas, o movimento teve início como uma resposta a uma série de restrições econômicas movidas pela Rússia contra a Ucrânia, que foram chamadas de "Guerra da carne", "Guerra do queijo" e "Guerra do chocolate". Em 14 de agosto de 2014, o Serviço Aduaneiro Federal da Rússia listou todos as empresas exportadoras ucranianas como "de risco", resultando em um bloqueio dos seus produtos para a Rússia. Centenas de caminhões e vagões ferroviários carregados de produtos ucranianos tiveram que retornar sem cruzar as fronteiras.

## Boicotes

### Na Ucrânia
Em 22 de agosto de 2013, os ativistas fizeram um protesto em frente à sede do governo da Ucrânia. O movimento expandiu-se com a distribuição de panfletos, cartazes e adesivos por mais de quarenta e cinco localidades pelo país.
Em 2 de março de 2014, os ativistas utilizaram as redes sociais para reiniciar o movimento, depois de uma pausa, em decorrência da realização de outro movimento na Ucrânia, chamado de Euromaidan. O objetivo era boicotar qualquer produto ou serviço fornecido por empresas russas, evitando que o dinheiro ucraniano fosse utilizado para apoiar os militares russos.
Os ativistas começaram a organizar flash mobs pedindo aos consumidores que boicotassem  os produtos russos, inclusive o combustível dos postos de gasolina pertencentes a redes de distribuição russas.
Em abril de 2014 algumas redes de salas de cinema em Kiev, Lviv, e Odessa começaram a deixar de exibir filmes russos.

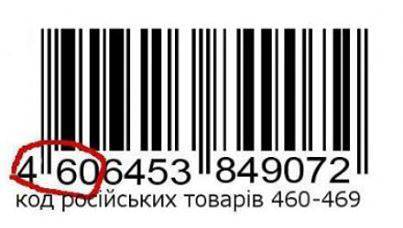
Código de barras, destacando a identificação de um produto de origem russa.

Ainda em abril, alguns produtores russos alteraram os códigos de barras de seus produtos para o formato da Ucrânia, para evitar o reconhecimento da origem de seus produtos. O movimento desenvolveu um aplicativo para Android chamado de Invasores do Boicote, que identificava produtos russos, mesmo os que tinham seus códigos de barras alterados.
A partir de julho de 2014, os ativistas em Kiev começaram a organizar flash mobs em lanchonetes e restaurantes russos. Os ativistas simulavam estarem mortos, colocando cartazes sobre seus corpos, que diziam "A Rússia mata!", "Cada panqueca custa três vidas", "Um café, uma vida", "Um bolo, duas vidas", "Não é muito caro, este alimento russo?". No final de agosto, começou uma campanha maciça contra a exibição de filmes e séries de origem russa.
A campanha ganhou mais força, depois das suspeitas que o Voo MH17 havia sido derrubado por separatistas pró-Rússia em julho de 2014.
Os boicotes não se limitaram apenas a produtos. Ao anunciar a necessidade de "lutar contra o inimigo de qualquer forma", um grupo de mulheres ucranianas iniciou uma campanha em março, incentivando as suas compatriotas a não terem relações sexuais com homens russos.

### Repercussão internacional
A partir de março de 2014, o boicote se espalhou para outros países, como Bielorrússia, Letónia, Lituânia, Estônia, Polônia, Moldávia, Geórgia, Estados Unidos e República Checa.
Em maio de 2014, em um congresso realizado no Canadá, a Ucrânia pediu formalmente um boicote mundial aos produtos russos, como uma resposta à "agressão russa contra a Ucrânia, persistindo em  violar convenções internacionais com suas tentativas de tomar o controle do seu território". Segundo os ucranianos, isto ficou evidente com a anexação da Crimeia que, de acordo com pesquisas realizadas, era apoiada por no máximo 30% dos eleitores. O objetivo do boicote seria fazer com que a Rússia respeitasse a soberania, independência e integridade territorial da Ucrânia, conforme o Memorando de Budapeste, assinado em 1994.
| “ | O Congresso Mundial Ucraniano condena as ações imperialistas da Rússia contra a Ucrânia, e insta a comunidade internacional a apoiar este boicote para que a Rússia respeite seus compromissos internacionais em garantir a paz, segurança e estabilidade na Europa. | ” |

### Resultados
As vendas de produtos russos na Ucrânia diminuíram de 35 a 50% na primavera de 2014.
Em maio de 2014, os supermercados ucranianos começaram a diminuir a aquisição de bens russos, e a entrega de mercadorias originarias da Rússia caiu em um terço.
De janeiro a maio de 2014, de acordo com a Standard & Poor's, os bancos com capital russo na Ucrânia tiveram uma redução dos depósitos de mais de 50%.